# 피리미딘다이온

피리미딘

피리미딘다이온(영어: pyrimidinedione)은 두 개의 카보닐기로 치환된 피리미딘 고리를 특징으로 하는 화합물의 한 종류이다.
자연적으로 생성되는 대사산물의 예는 다음과 같다.

프리미돈

| 관용명 | IUPAC 이름                               | 구조 | 대사경로          |
| ------ | ---------------------------------------- | ---- | ----------------- |
| 유라실 | 피리미딘-2,4(1H,3H)-다이온               |      | 피리미딘 생합성   |
| 티민   | 5-메틸피리미딘-2,4(1H,3H)-다이온         |      | 피리미딘 생합성   |
|        | 5,6-다이아미노피리미딘-2,4(1H,3H)-다이온 |      | 리보플라빈 생합성 |

약물의 예는 다음과 같다.
- 플루오로유라실
- 아이독슈리딘
- 프리미돈
- 트라이플루리딘